# For Lies I Sire
 (avril 2018).
Si vous disposez d'ouvrages ou d'articles de référence ou si vous connaissez des sites web de qualité traitant du thème abordé ici, merci de compléter l'article en donnant les références utiles à sa vérifiabilité et en les liant à la section « Notes et références ».
Albums de My Dying Bride
A Line of Deathless Kings
(2007) A Map of All Our Failures
(2012)
For Lies I Sire est le dixième album studio du groupe britannique pionnier du doom metal My Dying Bride, sorti en mars 2009 sur le label Peaceville Records (le 21 avril aux États-Unis).
C'est le premier album sans la participation de la claviériste Sarah Stanton, depuis qu'elle a rejoint My Dying Bride en 2004 pour leur album Songs of Darkness, Words of Light.
Musicalement, c'est le premier album du groupe, depuis 1996 avec Like Gods of the Sun, qui inclut un violon à sa formation, joué par Katie Stone.

## Liste des titres
Toutes les chansons sont écrites et composées par My Dying Bride.
| 1.    | My Body, a Funeral        | 6:47  |
| 2.    | Fall With Me              | 7:17  |
| 3.    | The Lies I Sire           | 5:29  |
| 4.    | Bring Me Victory          | 4:07  |
| 5.    | Echoes From a Hollow Soul | 7:20  |
| 6.    | ShadowHaunt               | 4:37  |
| 7.    | Santuario di sangue       | 8:28  |
| 8.    | A Chapter in Loathing     | 4:44  |
| 9.    | Death Triumphant          | 11:06 |
| 59:55 |                           |       |

## Crédits
| - Aaron Stainthorpe : chant - Lena Abé : basse - Dan Mullins : batterie - Andrew Craighan (en) : guitare - Hamish Glencross (en) : guitare - Katie Stone : clavier, violon | - Production : Mags - Ingénierie, mixage : Mags, My Dying Bride - Artwork, design, photographie : Rhett Podersoo |